# Classements de la saison 2018 de NCAA (football américain)
Trois sondages relatifs à la saison 2018 de Division 1 FBS (Football Bowl Subdivision) de football américain universitaire sont reconnus par la NCAA même si de nombreux autres sondages sont publiés dans divers médias.
Contrairement à la plupart des autres sports, l'organe directeur de la NCAA ne décerne pas un titre de champion national au terme de la saison régulière. Ce titre est décerné par une ou plusieurs agences de sondages (les polls) ce qui explique que par le passé plusieurs équipes différentes pouvaient être déclarées championnes d'une même saison. Deux des principaux organismes de sondage, l'AP Poll et le Coaches'Poll, commencent à publier leurs classements avant le début de la saison et le font ensuite après chaque semaine de compétition.
Depuis la saison 2014, un 3e classement est réalisé à partir de la mi-saison (après la 8e semaine de compétition) : le College Football Playoff (CFP). La saison régulière est suivie d'un système de playoffs regroupant quatre équipes. Il remplace l'ancien système du BCS Bowl Championship Series. Après la dernière semaine de saison régulière, le comité du CFP dévoile le classement final de la Div. 1 du FBS. Ce classement détermine les quatre équipes qui participeront aux playoffs menant à la grande finale nationale du mois de janvier 2019. Il désigne également les équipes qui participeront aux 4 autres bowls majeurs n'accueillant pas les demi-finales du CFP.

## Légende
|       |  | Monte dans le classement                                                    |
|       |  | Descend dans le classement                                                  |
|       |  | Même classement que le w-e précédent                                        |
|       |  | Sélectionné pour le College Football Playoff                                |
|       |  | Champion National                                                           |
| (#–#) |  | Matchs (Gagné-Perdu)                                                        |
| ≈     |  | A égalité avec l'équipe possédant le même symbole (du dessus ou du dessous) |

## Classements CFP
| C.F.P.                 | Semaine 9 30 oct.       | Semaine 10 6 nov.       | Semaine 11 13 nov.                               | Semaine 12 20 nov.        | Semaine 13 27 nov.      | Semaine 14 2 déc.       | Saison 2018 |
| ---------------------- | ----------------------- | ----------------------- | ------------------------------------------------ | ------------------------- | ----------------------- | ----------------------- | ----------- |
| 1                      | Alabama (8-0)           | Alabama (9-0)           | Alabama (10-0)                                   | Alabama (11-0)            | Alabama (12-0)          | Alabama (13-0)          | 1           |
| 2                      | Clemson (8–0)           | Clemson (9-0)           | Clemson (10-0)                                   | Clemson (11-0)            | Clemson (12-0)          | Clemson (13-0)          | 2           |
| 3                      | LSU (7–1)               | Notre Dame (9-0)        | Notre Dame (10-0)                                | Notre Dame (11-0)         | Notre Dame (12-0)       | Notre Dame (12-0)       | 3           |
| 4                      | Notre Dame (8–0)        | Michigan (8-1)          | Michigan (9-1)                                   | Michigan (10-1)           | Georgia (11-1)          | Oklahoma (12-1)         | 4           |
| 5                      | Michigan (7–1)          | Georgia (8-1)           | Georgia (9-1)                                    | Georgia (10-1)            | Oklahoma (11-1)         | Georgia (11-2)          | 5           |
| 6                      | Georgia (7–1)           | Oklahoma (8-1)          | Oklahoma (9-1)                                   | Oklahoma (10-1)           | Ohio State (11-1)       | Ohio State (12-1)       | 6           |
| 7                      | Oklahoma (7–1)          | LSU (7-2)               | LSU (8-2)                                        | LSU (9-2)                 | Michigan (10-2)         | Michigan (10-2)         | 7           |
| 8                      | Washington State (7–1)  | Washington State (8-1)  | Washington State (9-1)                           | Washington State (10-1)   | UCF (11-0)              | UCF (12-0)              | 8           |
| 9                      | Kentucky (7–1)          | West Virginia (7-1)     | West Virginia (8-1)                              | UCF (10-0)                | Florida (9-3)           | Washington (10-3)       | 9           |
| 10                     | Ohio State (7–1)        | Ohio State (8-1)        | Ohio State (9-1)                                 | Ohio State (10-1)         | LSU (9-3)               | Florida (9-3)           | 10          |
| 11                     | Florida (6–2)           | Kentucky (7-2)          | UCF (9-0)                                        | Florida (8-3)             | Washington (9-3)        | LSU (9-3)               | 11          |
| 12                     | UCF (7–0)               | UCF (8-0)               | Syracuse (8-2)                                   | Penn State (8-3)          | Penn State (9-3)        | Penn State (9-3)        | 12          |
| 13                     | West Virginia (6–1)     | Syracuse (7-2)          | Florida (7-3)                                    | West Virginia (8-2)       | Washington State (10-2) | Washington State (10-3) | 13          |
| 14                     | Penn State (6–2)        | NC State (6-2)          | Penn State (7-3)                                 | Texas (8-3)               | Texas (9-3)             | Kentucky (9-3)          | 14          |
| 15                     | Utah (6–2)              | Florida (6-3)           | Texas (7-3)                                      | Kentucky (8-3)            | Kentucky (9-3)          | Texas (9-4)             | 15          |
| 16                     | Iowa (6–2)              | Mississippi State (6-3) | Iowa State (6-3)                                 | Washington (8-3)          | West Virginia (8-3)     | West Virginia (8-3)     | 16          |
| 17                     | Texas (6–2)             | Boston College (7–2)    | Kentucky (7-3)                                   | Utah (8-3)                | Utah (9-3)              | Utah (9-4)              | 17          |
| 18                     | Mississippi State (5–3) | Michigan State (6-3)    | Washington (7-3)                                 | Mississippi State (7-4)   | Mississippi State (8-4) | Mississippi State (8-4) | 18          |
| 19                     | Syracuse (6–2)          | Texas (6-3)             | Utah (7-3)                                       | Northwestern (7-4)        | Texas A&M (8-4)         | Texas A&M (8-4)         | 19          |
| 20                     | Texas A&M (5–3)         | Penn State (6-3)        | Boston College (7-3)                             | Syracuse (8-3)            | Syracuse (9-3)          | Syracuse (9-3)          | 20          |
| 21                     | NC State (5–2)          | Iowa (6-3)              | Mississippi State (6-4)                          | Utah State (10-1)         | Northwestern (8-4)      | Fresno State (11-2)     | 21          |
| 22                     | Boston College (6–2)    | Iowa State (5-3)        | Northwestern (6-4)                               | Texas A&M (7-4)           | Boise State (10-2)      | Northwestern (8-5)      | 22          |
| 23                     | Fresno State (7–1)      | Fresno State (8-1)      | Utah State (9-1)                                 | Boise State (9-2)         | Iowa State (7-4)        | Missouri (8-4)          | 23          |
| 24                     | Iowa State (4–3)        | Auburn (6-3)            | Cincinnati (9-1)                                 | Pittsburgh (7-4)          | Missouri (8-4)          | Iowa State (8-4)        | 24          |
| 25                     | Virginia (6–2)          | Washington (7-3)        | Boise State (8-2)                                | Iowa State (6-4)          | Fresno State (10-2)     | Boise State (10-3)      | 25          |
|                        | Semaine 9 30 oct.       | Semaine 10 6 nov.       | Semaine 11 13 nov.                               | Semaine 12 20 nov.        | Semaine 13 27 nov.      | Semaine 14 2 déc.       |             |
| Sortis du classement : | Sortis du classement :  | Utah Texas A&M Virginia | NC State Michigan State Iowa Frenso State Auburn | Boston College Cincinnati | Utah State Pittsburgh   | -                       |             |

## Classements AP Poll
| A.P.                   | Présaison 20 août      | Sem. 1 4 sept.       | Sem. 2 9 sept.          | Sem. 3 16 sept.                       | Sem. 4 23 sept.                                           | Sem. 5 30 sept.                                  | Sem. 6 7 oct.                                       | Sem. 7 14 oct.             | Sem. 8 21 oct.                              | Sem. 9 28 oct.                                                                | Sem. 10 4 nov.                       | Sem. 11 11 nov.                      | Sem. 12 18 nov.           | Sem. 13 25 nov.                       | Sem. 14 2 déc.          | Ap. Bowls 8 janv.                          | Saison 2018                                |
| ---------------------- | ---------------------- | -------------------- | ----------------------- | ------------------------------------- | --------------------------------------------------------- | ------------------------------------------------ | --------------------------------------------------- | -------------------------- | ------------------------------------------- | ----------------------------------------------------------------------------- | ------------------------------------ | ------------------------------------ | ------------------------- | ------------------------------------- | ----------------------- | ------------------------------------------ | ------------------------------------------ |
| 1                      | Alabama (42)           | Alabama (1-0) (48)   | Alabama (2–0) (54)      | Alabama (3–0) (58)                    | Alabama (4–0) (60)                                        | Alabama (5–0) (58)                               | Alabama (6–0) (59)                                  | Alabama (7–0) (60)         | Alabama (8–0) (61)                          | Alabama (8–0) (60)                                                            | Alabama (9–0) (60)                   | Alabama (10–0) (61)                  | Alabama (11–0) (61)       | Alabama (12–0) (61)                   | Alabama (13–0) (61)     | Clemson (15-0) (61)                        | 1                                          |
| 2                      | Clemson (18)           | Clemson (1-0) (12)   | Clemson (2-0) (6)       | Georgia (3–0)                         | Georgia (4–0)                                             | Georgia (5–0)                                    | Georgia (6–0)                                       | Ohio State (7–0) (1)       | Clemson (7–0)                               | Clemson (8–0)                                                                 | Clemson (9–0)                        | Clemson (10–0)                       | Clemson (11–0)            | Clemson (12–0)                        | Clemson (13–0)          | Alabama (14-1)                             | 2                                          |
| 3                      | Georgia                | Georgia (1-0)        | Georgia (2-0)           | Clemson (3–0) (2)                     | Clemson (4–0) (1)                                         | Ohio State (5–0) (1)                             | Ohio State (6–0) (1)                                | Clemson (6–0)              | Notre-Dame (7-0)                            | Notre-Dame (8-0)                                                              | Notre-Dame (9-0)                     | Notre-Dame (10-0)                    | Notre-Dame (11-0)         | Notre-Dame (12-0)                     | Notre-Dame (12-0)       | Ohio State (13–1)                          | 3                                          |
| 4                      | Wisconsin (1)          | Ohio State (1-0)     | Ohio State (2–0)        | Ohio State (3–0)                      | Ohio State (4–0)                                          | Clemson (5–0) (1)                                | Clemson (6–0) (1)                                   | Notre-Dame (7-0)           | LSU (7-1)                                   | LSU (7-1)                                                                     | Michigan (8-1)                       | Michigan (9-1)                       | Michigan (9-1)            | Georgia (11–1)                        | Oklahoma (12–1)         | Oklahoma (12–2)                            | 4                                          |
| 5                      | Ohio State             | Wisconsin (1-0) (1)  | Oklahoma (2–0)          | Oklahoma (3–0)                        | LSU (4–0)                                                 | LSU (5–0)                                        | Notre-Dame (6-0)                                    | LSU (6-1)                  | Michigan (7-1)                              | Michigan (7-1)                                                                | Georgia (8-1)                        | Georgia (9-1)                        | Georgia (10-1)            | Oklahoma (11–1)                       | Ohio State (12–1)       | Notre-Dame (12-1)                          | 5                                          |
| 6                      | Washington             | Oklahoma (1-0)       | Wisconsin (2-0) (1)     | LSU (3–0)                             | Oklahoma (4–0)                                            | Notre-Dame (5-0)                                 | West Virginia (5–0)                                 | Michigan (6-1)             | Texas (7-1)                                 | Georgia (7-1)                                                                 | Oklahoma (8-1)                       | Oklahoma (9-1)                       | Oklahoma (10-1)           | Ohio State (11–1)                     | Georgia (11–2)          | LSU (10-3)                                 | 6                                          |
| 7                      | Oklahoma               | Auburn (1-0)         | Auburn (20)             | Stanford (3–0)                        | Stanford (4–0)                                            | Oklahoma (5–0)                                   | Washington (5-1)                                    | Texas (6-1)                | Georgia (7-1)                               | Oklahoma (7-1)                                                                | West Virginia (7-1)                  | West Virginia (8-1)                  | Washington State (9-1)    | UCF (11–0)                            | UCF (12–0)              | Florida (10-3) ≈ Georgia (11-3) ≈          | 7                                          |
| 8                      | Miami (Fl)             | Notre-Dame (1-0)     | Notre Dame (2–0)        | Notre Dame (3–0)                      | Notre Dame (4–0)                                          | Auburn (4-1)                                     | Penn State (4-1)                                    | Georgia (6-1)              | Oklahoma (6-1)                              | Ohio State (7–1)                                                              | Ohio State (8–1)                     | Washington State (9-1)               | UCF (10-0) ≈ LSU (8-2) ≈  | Michigan (10–2)                       | Michigan (10–2)         | Florida (10-3) ≈ Georgia (11-3) ≈          | 8                                          |
| 9                      | Auburn                 | Washington (0-1)     | Stanford (2-0)          | Auburn (2–1)                          | Penn State (4–0)                                          | West Virginia (4-0)                              | Texas (5-1)                                         | Oklahoma (5-1)             | Florida (6-1)                               | UCF (7-0)                                                                     | LSU (7-2)                            | Ohio State (9-1)                     | UCF (10-0) ≈ LSU (8-2) ≈  | Texas (9–3)                           | Washington (10–3)       | Texas (10-4)                               | 9                                          |
| 10                     | Penn State             | Stanford (1-0)       | Washington(1-1)         | Washington (2–1) ≈ Penn State (3–0) ≈ | Auburn (3–1)                                              | Washington(4-1)                                  | UCF (5-0)                                           | UCF (6-0)                  | UCF (7-0)                                   | Washington State (7-1)                                                        | Washington State (8-1)               | LSU (8-2)                            | Ohio State (10-1)         | Washington (9–3)                      | Florida (9–3)           | Washington State (11-2)                    | 10                                         |
| 11                     | Michigan State         | LSU (1-0)            | Penn State (2–0)        | Washington (2–1) ≈ Penn State (3–0) ≈ | Washington (3–1)                                          | Penn State (4-1)                                 | Oklahoma (5-1)                                      | Florida (6-1)              | Ohio State (7–1)                            | Kentucky (7-1)                                                                | UCF (8-0)                            | UCF (9-0)                            | Texas (8-3)               | Florida (9–3)                         | LSU (9–3)               | UCF (12-1)                                 | 11                                         |
| 12                     | Notre-Dame             | Virginia Tech (1-0)  | LSU (2–0)               | West Virginia (2–0)                   | West Virginia (3–0)                                       | UCF (4-0)                                        | Michigan (5-1)                                      | Oregon (5-1)               | Kentucky (6-1)                              | West Virginia (6-1)                                                           | Kentucky (7-2)                       | Syracuse (8-2)                       | West Virginia (8-2)       | Washington State (10–2) ≈ LSU (9–3) ≈ | Washington State (10–2) | Kentucky (10-3)                            | 12                                         |
| 13                     | Stanford               | Penn State (1-0)     | Virginia Tech (2–0)     | Virginia Tech (2–0)                   | UCF (3–0)                                                 | Kentucky (5-0)                                   | LSU (5-1)                                           | West Virginia (5-1)        | West Virginia (5-1)                         | Florida (6-2)                                                                 | Syracuse (7-2)                       | Texas (7-3)                          | Florida (8-3)             | Washington State (10–2) ≈ LSU (9–3) ≈ | Penn State (9–3)        | Washington (10-4)                          | 13                                         |
| 14                     | Michigan               | West-Virginia (1-0)  | West-Virginia (2-0)     | Mississippi State (3–0)               | Michigan (3–1)                                            | Stanford (4-1)                                   | Florida (5-1)                                       | Kentucky (5-1)             | Washington State (6-1)                      | Penn State (6-2)                                                              | Utah State (8-1)                     | Utah State (9-1)                     | Utah State (10-1)         | Penn State (9–3)                      | Texas (9–4)             | Michigan (10-3)                            | 14                                         |
| 15                     | USC                    | Michigan State (1-0) | TCU (2-0)               | Oklahoma State (3–0)                  | Wisconsin (3–1)                                           | Michigan (4-1)                                   | Wisconsin (4-1)                                     | Washington (5-2)           | Washington (6-2)                            | Texas (6-2)                                                                   | Texas (6-3)                          | Florida (7-3)                        | Penn State (8-3)          | West Virginia (8–3)                   | West Virginia (8–3)     | Syracuse (10-3)                            | 15                                         |
| 16                     | TCU                    | TCU (1-0)            | Mississippi State (2-0) | UCF (2–0)                             | Miami (FL) (3–1)                                          | Wisconsin (3-1)                                  | Miami (Fl) (5-1)                                    | NC State (5-0)             | Texas A&M (5-2)                             | Utah (6-2)                                                                    | Fresno State (8-1)                   | Penn State (7-3)                     | Washington (8-3)          | Kentucky (9–3)                        | Kentucky (9–3)          | Texas A&M (9-4)                            | 16                                         |
| 17                     | West-Virginia          | USC (1-0)            | Boise State (2-0)       | TCU (2–1)                             | Kentucky (4-0)                                            | Miami (Fl) (4-1)                                 | Oregon (4-1)                                        | Texas A&M (5-2)            | Penn State (5-2)                            | Houston (7-1)                                                                 | Boston College (7-2)                 | Washington (7-3)                     | Kentucky (8-3)            | Utah (9–3)                            | Syracuse (9–3)          | Penn State (9-4)                           | 17                                         |
| 18                     | Ole Miss               | Ole Miss (1-0)       | UCF (2-0)               | Wisconsin (2–1)                       | Texas (3-1)                                               | Oregon (4-1)                                     | Kentucky (5-1)                                      | Penn State (4-2)           | Iowa (6-1)                                  | Utah State (7-1)                                                              | Mississippi State (6-3)              | Iowa State (6-3)                     | Utah (8-3)                | Syracuse (9–3)                        | Mississippi State (8–4) | Fresno State (12-2)                        | 18                                         |
| 19                     | Florida State          | UCF (1-0)            | Michigan (1-1)          | Michigan (2–1)                        | Oregon (3–1)                                              | Texas (4-1)                                      | Colorado (5-0)                                      | Iowa (5-1)                 | Oregon (5-2)                                | Iowa (6-2)                                                                    | Florida (6-3)                        | Cincinnati (9-1)                     | Syracuse (8-3)            | Boise State (10–2)                    | Fresno State (11–2)     | Army (11-2)                                | 19                                         |
| 20                     | Virginia Tech          | Boise State (1-0)    | Oregon (2-0)            | Oregon (3–0)                          | BYU (3–1)                                                 | Michigan Stte (3-1)                              | NC State (5-0)                                      | Cincinnati (6-0)           | Wisconsin (5-2)                             | Fresno State(7-2)                                                             | Washington (7-3)                     | Kentucky (7-3)                       | Northwestern (7-4)        | Mississippi State (8–4)               | Utah (9–4)              | West Virginia (8-4)                        | 20                                         |
| 21                     | UCF                    | Michigan (0-1)       | Miami (Fl) (1-1)        | Miami (FL) (2–1)                      | Michigan State (2–1)                                      | Colorado (4-0)                                   | Auburn (4-2)                                        | South Florida (6-0)        | South Florida (7-0)                         | Mississippi State (5-3)                                                       | Penn State (6-3)                     | Utah (7-3)                           | Boise State (9-2)         | Northwestern (8–4)                    | Texas A&M (8–4)         | Northwestern (9-5)                         | 21                                         |
| 22                     | Boise State            | Miami (Fl) (0-1)     | USC (1-1)               | Texas A&M (2–1)                       | Duke (4-0)                                                | Florida (4-1)                                    | Texas A&M (4-2)                                     | Mississippi State (4-2)    | NC State (5-1)                              | Syracuse (6-2)                                                                | NC State (6-2)                       | Boston College (7-3)                 | Mississippi State (7-4)   | Texas A&M (8–4)                       | Army (9–2)              | Utah State (11-2)                          | 22                                         |
| 23                     | Texas                  | Oregon (1-0)         | Arizona State (2-0)     | Boston College (3–0)                  | Mississippi State (3–1)                                   | NC State (4-0)                                   | South Florida (5-0)                                 | Wisconsin (4-2)            | Utah (5-2)                                  | Virginia (6-2)                                                                | Iowa State (5-3)                     | Boise State (8-2)                    | Army (9-2)                | Army (9–2)                            | Boise State (10–3)      | Boise State (10-3)                         | 23                                         |
| 24                     | Oregon                 | South Carolina (1-0) | Oklahoma State (2-0)    | Michigan State (1–1)                  | California (3-0)                                          | Virginia tech (3-1)                              | Mississippi State (4-2)                             | Michigan Staate (4-2)      | Stanford (5-2)                              | Boston College (6-2)                                                          | Michigan State (6-3)                 | Northwestern (6-4)                   | Pittsburgh (7-4)          | Iowa State (7–4)                      | Missouri (8–4)          | Cincinnati (11-2)                          | 24                                         |
| 25                     | LSU                    | Florida (1-0)        | Michigan State (1-1)    | BYU (2–1)                             | Texas Tech (3-1)                                          | Oklahoma State (4-1)                             | Cincinnati (6-0)                                    | Washington State (5-1)     | Appalachian State (5-1)                     | Texas A&M (5-3)                                                               | Cincinnati (8-1)                     | Mississippi State (6-4)              | Iowa State (6-4)          | Fresno State (10–2)                   | Iowa State (8–4)        | Iowa (9-4)                                 | 25                                         |
| A.P.                   | Présaison 20 août      | Sem. 1 4 sept.       | Sem. 2 9 sept.          | Sem. 3 16 sept.                       | Sem. 4 23 sept.                                           | Sem. 5 30 sept.                                  | Sem. 6 7 oct.                                       | Sem. 7 14 oct.             | Sem. 8 21 oct.                              | Sem. 9 28 oct.                                                                | Sem. 10 4 nov.                       | Sem. 11 11 nov.                      | Sem. 12 18 nov.           | Sem. 13 25 nov.                       | Sem. 14 2 déc.          | Ap. Bowls 8 janv.                          | Saison 2018                                |
| Sortis du classement : | Sortis du classement : | Florida State Texas  | South Carolina Florida  | Boise State USC Arizona State         | Virginia Tech Oklahoma State TCU Texas A&M Boston College | BYU Duke Mississippi State California Texas Tech | Stanford Michign State Virginia Tech Oklahoma State | Miami (Fl) Colorado Auburn | Cincinnati Mississippi State Michigan State | Washington Oregon Wisconsin South Florida NC State Stanford Appalachian State | Utah Houston Iowa Virginia Texas A&M | Fresno State NC State Michigan State | Cincinnati Boston College | Utah State Pittsburgh                 | Northwestern            | Mississippi State Utah Missouri Iowa State | Mississippi State Utah Missouri Iowa State |

## Classements Coaches'Poll
| C.P.                   | Présaison 20 août      | Sem. 1 4 sept.          | Sem. 2 9 sept.          | Sem. 3 16 sept.         | Sem. 4 23 sept.              | Sem. 5 30 sept.        | Sem. 6 7 oct.                                           | Sem. 7 14 oct.         | Sem. 8 21 oct.         | Sem. 9 28 oct.                                                        | Sem. 10 4 nov.          | Sem. 11 11 nov.         | Sem. 12 18 nov.                          | Sem. 13 25 nov.         | Sem. 14 2 déc.          | Ap. Bowls 8 janv.       | Saison 2018 |
| ---------------------- | ---------------------- | ----------------------- | ----------------------- | ----------------------- | ---------------------------- | ---------------------- | ------------------------------------------------------- | ---------------------- | ---------------------- | --------------------------------------------------------------------- | ----------------------- | ----------------------- | ---------------------------------------- | ----------------------- | ----------------------- | ----------------------- | ----------- |
| 1                      | Alabama (61)           | Alabama (1–0) (59)      | Alabama (2–0) (59)      | Alabama (3–0) (60)      | Alabama (4–0) (61)           | Alabama (5–0) (61)     | Alabama (6–0) (61)                                      | Alabama (7–0) (61)     | Alabama (8–0) (60)     | Alabama (8–0) (62)                                                    | Alabama (9–0) (63)      | Alabama (10–0) (64)     | Alabama (11–0) (63)                      | Alabama (12–0) (63)     | Alabama (13–0) (63)     | Clemson (15-0)          | 1           |
| 2                      | Clemson (3)            | Clemson (1-0) (3)       | Clemson (2–0) (3)       | Clemson (3–0) (2)       | Clemson (4–0) (2)            | Georgia (5–0)          | Georgia (6–0)                                           | Ohio State (7–0) (1)   | Clemson (7–0)          | Clemson (8–0)                                                         | Clemson (9–0)           | Clemson (10–0)          | Clemson (11–0) (1)                       | Clemson (12–0) (1)      | Clemson (13–0) (2)      | Alabama (14-1)          | 2           |
| 3                      | Ohio State (1)         | Georgia (1-0)           | Georgia (2–0)           | Georgia (3–0)           | Georgia (4–0)                | Ohio State (5–0) (1)   | Ohio State (6–0) (1)                                    | Clemson (6–0) (2)      | Notre Dame (7–0)       | Notre Dame (8–0)                                                      | Notre Dame (9–0)        | Notre Dame (10–0)       | Notre Dame (11–0)                        | Notre Dame (12–0)       | Notre Dame (12–0)       | Ohio State (13-1)       | 3           |
| 4                      | Georgia                | Ohio State (1-0) (1)    | Ohio State (2–0) (1)    | Ohio State (3–0) (1)    | Ohio State (4–0) (1)         | Clemson (5–0) (2)      | Clemson (6–0) (2)                                       | Notre Dame (7–0)       | LSU (7–1)              | LSU (7–1)                                                             | Michigan (8–1)          | Michigan (9–1)          | Michigan (10–1)                          | Georgia (11–1)          | Oklahoma (12–1)         | Oklahoma (12-2)         | 4           |
| 5                      | Oklahoma               | Oklahoma (1-0)          | Oklahoma (2–0)          | Oklahoma (3–0)          | Oklahoma (4–0)               | Oklahoma (5–0)         | Notre Dame (6–0)                                        | LSU (6-1)              | Michigan (7-1)         | Michigan (7-1) ≈ Georgia (7–1) ≈                                      | Georgia (8–1)           | Georgia (9–1)           | Georgia (10–1)                           | Oklahoma (11–1)         | Ohio State (12–1)       | Notre Dame (12-1)       | 5           |
| 6                      | Washington             | Wisconsin (1-0)         | Wisconsin (2–0)         | LSU (3–0)               | LSU (4–0)                    | LSU (5-0)              | West Virginia (5–0)                                     | Georgia (6–1)          | Georgia (6–1)          | Michigan (7-1) ≈ Georgia (7–1) ≈                                      | Oklahoma (8-1)          | Oklahoma (9-1)          | Oklahoma (10-1)                          | Ohio State (11–1)       | Georgia (12–1)          | Florida (10-3)          | 6           |
| 7                      | Wisconsin              | Auburn (1-0)            | Auburn (2–0)            | Stanford (3–0)          | Stanford (4–0)               | Notre Dame (5–0)       | Washington (5–1)                                        | Michigan (6-1)         | Texas (6-1)            | Oklahoma (7-1)                                                        | Ohio State (8-1)        | West Virginia (8-1)     | Washington State (10-1)                  | UCF (11–0)              | UCF (12–0)              | LSU (10-3)              | 7           |
| 8                      | Miami (Fl)             | Notre-Dame (1-0)        | Notre Dame (2–0)        | Notre Dame (3–0)        | Notre Dame (4–0)             | West Virginia (4–0)    | Penn State (4–1)                                        | Texas (6-1)            | Oklahoma (6-1)         | Ohio State (7–1)                                                      | West Virginia (7-1)     | Ohio State (9-1)        | LSU (9-2)                                | Michigan (10–2)         | Michigan (10–2)         | Georgia (11-3)          | 8           |
| 9                      | Penn State             | Stanford (1-0)          | Stanford (2-0)          | Penn State (3–0)        | Penn State (4–0)             | Auburn (4–1)           | UCF (5–0)                                               | UCF (6–0)              | Ohio State (7–1)       | UCF (7–0)                                                             | Washington State (8-1)  | Washington State (9-1)  | UCF (10-0)                               | Texas (9–3)             | Washington (10–3)       | Texas (10-4)            | 9           |
| 10                     | Auburn                 | Penn State (1-0)        | Penn State (2–0)        | Virginia Tech (2–0)     | Auburn (3–1)                 | Washington (4–1)       | Wisconsin (4–1)                                         | Oklahoma (5-1)         | UCF (7–0)              | West Virginia (7–1)                                                   | LSU (7-2)               | LSU (8-2)               | Ohio State (10-1)                        | Florida (9–3)           | Florida (9–3)           | Washington State (11-2) | 10          |
| 11                     | Notre-Dame             | Washington (0-1)        | Virginia Tech (2–0)     | Auburn (2–1)            | Washington (3–1)             | Penn State (4–1)       | Oklahoma (5-1)                                          | Oregon (5–1)           | Florida (6-1)          | Washington State (7-1)                                                | UCF (8-0)               | UCF (9-0)               | Texas (8-3)                              | Washington (9–3)        | LSU (9–3)               | Kentucky (10-3)         | 11          |
| 12                     | Michigan State         | USC (1-0)               | Washington (1–1)        | Washington (2–1)        | West Virginia (3–0)          | Wisconsin (3–1)        | LSU (5-1)                                               | Florida (6-1)          | West Virginia (6–1)    | Kentucky (7-1)                                                        | Kentucky (7-2)          | Syracuse (8-2)          | West Virginia (8-2)                      | Penn State (9–3)        | Penn State (9–3)        | UCF (12-1)              | 12          |
| 13                     | Stanford               | Michigan State (1-0)    | LSU (2-0)               | West Virginia (2–0)     | Wisconsin (3–1)              | UCF (4–0)              | Michigan (5–1)                                          | West Virginia (5–1)    | Washington (6–2)       | Penn State (6–2)                                                      | Syracuse (7-2)          | Utah State (9-1)        | Florida (8-3)                            | Washington State (10–2) | Washington State (10–2) | Washington (10-4)       | 13          |
| 14                     | Michigan               | Virginia Tech (1-0)     | TCU (2–0)               | Mississippi State (3–0) | UCF (4–0)                    | Stanford (4–1)         | Texas (3-1)                                             | Washington (5–2)       | Kentucky (6-1)         | Florida (6-2)                                                         | Boston College (7-2)    | Texas (7-3)             | Penn State (8-3)                         | LSU (9–3)               | Texas (9–3)             | Michigan (10-3)         | 14          |
| 15                     | USC                    | LSU (1-0)               | West Virginia (2–0)     | Oklahoma State (3–0)    | Michigan (3–1)               | Kentucky (5-0)         | Miami (FL) (5–1)                                        | NC State (5-0)         | Washington State (6-1) | Texas (6-2)                                                           | Mississippi State (6-3) | Penn State (7-3)        | Utah State (10-1)                        | Kentucky (9–3)          | Kentucky (9–3)          | Syracuse (10-3)         | 15          |
| 16                     | TCU                    | TCU (1-0)               | Mississippi State (2–0) | Wisconsin (2–1)         | Miami (FL) (3–1)             | Michigan (4–1)         | Florida (5-1)                                           | Penn State (4–2)       | Penn State (5–2)       | Utah (6-2)                                                            | Utah State (8–1)        | Florida (7-3)           | Washington (8-3)                         | West Virginia (8–3)     | West Virginia (8–3)     | Texas A&M (9-4)         | 16          |
| 17                     | Virginia Tech          | West Virginia (1-0)     | Boise State (2–0)       | TCU (2–1)               | Kentucky (4-0)               | Miami (FL) (4–1)       | Oregon (4–1)                                            | Kentucky (5-1)         | Texas A&M (5–2)        | Houston (7-1)                                                         | Fresno State (8-1)      | Washington (7-3)        | Utah (8-3)                               | Utah (9–3)              | Syracuse (9–3)          | Penn Sate (9-4)         | 17          |
| 18                     | Mississippi State      | Mississippi State (1-0) | UCF (2–0)               | UCF (2–0)               | Michigan State (2–1)         | Oregon (4–1)           | Colorado (5-0)                                          | Texas A&M (5–2)        | Iowa (6-1)             | Iowa (6-2)                                                            | Washington (7-3)        | Iowa State (6-3)        | Kentucky (8–3)                           | Syracuse (9–3)          | Mississippi State (8–4) | Fresno State (12-2à     | 18          |
| 19                     | Florida State          | Boise State (1-0)       | Oklahoma State (2–0)    | Oregon (3–0)            | Mississippi State (3–1)      | Michigan State (3–1)   | NC State (2-1)                                          | Wisconsin (4–2)        | Wisconsin (5–2)        | Washington (6-3)                                                      | Texas (6-3)             | Utah (7-3)              | Syracuse (8-3)                           | Mississippi State (8–4) | Utah (9–4)              | Northwestern (9–5)      | 19          |
| 20                     | West Virginia          | UCF (1-0)               | Miami (FL) (1–1)        | Miami (FL) (2–1)        | Oregon (3–1)                 | Texas (4-1)            | Kentucky (5-1)                                          | South Florida (6-0)    | South Florida (7-0)    | Utah State (7-1)                                                      | Penn State (6–3)        | Cincinnati (9–1)        | Mississippi State (7–4)                  | Boise State (10–2)      | Texas A&M (8–4)         | Army (11–2)             | 20          |
| 21                     | Texas                  | Miami (Fl) (0-1)        | USC (1-1)               | Michigan (2–1)          | Oklahoma State (3–1)         | Oklahoma State (4–1)   | Auburn (4-2)                                            | Cincinnati (6-0)       | Oregon (5–2)           | Mississippi State (5-3)                                               | Florida (6–3)           | Kentucky (7–3)          | Northwestern (7-4)                       | Northwestern (8–4)      | Fresno State (11–2)     | Utah State (11–2)       | 21          |
| 22                     | Boise State            | Michigan (0-1)          | Michigan (1–1)          | Texas A&M (2–1)         | Texas (3-1)                  | Colorado (4-0)         | Texas A&M (4–1)                                         | Iowa (5-1)             | NC State (5-1)         | Virginia (6-2)                                                        | NC State (6–2)          | Boston College (7–3)    | Boise State (9-2)                        | Texas A&M (8–4)         | Northwestern (8–4)      | West Virginia (8–4)     | 22          |
| 23                     | UCF                    | Oklahoma State (1-0)    | Oregon (2–0)            | Michigan State (1–1)    | Duke (4-0)                   | Virginia Tech (3-1)    | South Florida (5-0)                                     | Washington State (5-1) | Stanford (5–2)         | Fresno State (7-1)                                                    | Cincinnati (8–1)        | Mississippi State (6–4) | Fresno State (9-2)                       | Fresno State (10–2)     | Utah State (10–2)       | Cincinnati (11–2)       | 23          |
| 24                     | LSU                    | South Carolina (1-0)    | Michigan State (1–1)    | Boise State (2–1)       | Virginia Tech (3-1)          | Boise State (3–1)      | Stanford (4–2)                                          | Stanford (4–2)         | Utah (5-2)             | Syracuse (6-2)                                                        | Utah (6–3)              | Boise State (8–2)       | Army (9-2)                               | Utah State (10–2)       | Boise State (10–3)      | Boise State (10–3)      | 24          |
| 25                     | Oklahoma State         | Florida (1-0)           | Arizona State (2-0)     | Boston College (3–0)    | Boise State (2–1)            | NC State (2-1)         | Cincinnati (6-0)                                        | Colorado (5-1)         | Miami (FL) (5–2)       | Boston College (6-2)                                                  | Iowa State (5–3)        | UAB (9–1)               | Pittsburgh (7-4)                         | Army (9–2)              | Army (9–2)              | Mississippi State (8–5) | 25          |
| C.P.                   | Présaison 20 août      | Sem. 1 4 sept.          | Sem. 2 9 sept.          | Sem. 3 16 sept.         | Sem. 4 23 sept.              | Sem. 5 30 sept.        | Sem. 6 7 oct.                                           | Sem. 7 14 oct.         | Sem. 8 21 oct.         | Sem. 9 28 oct.                                                        | Sem. 10 4 nov.          | Sem. 11 11 nov.         | Sem. 12 18 nov.                          | Sem. 13 25 nov.         | Sem. 14 2 déc.          | Ap. Bowls 8 janv.       | Saison 2018 |
| Sortis du classement : | Sortis du classement : | Florida State Texas     | Florida South Carolina  | Arizona State USC       | TCU Texas A&M Boston College | Mississippi State Duke | Michigan State Oklahoma State Virginia Tech Boise State | Miami (FL) Auburn      | Cincinnati Colorado    | Texas A&M Wisconsin South Florida Oregon NC State Stanford Miami (FL) | Houston Iowa Virginia   | Fresno State NC State   | Iowa State Cincinnati Boston College UAB | Pittsburg               | -                       | Utah                    | Utah        |